# Liste der Baudenkmäler in Riedenheim
Auf dieser Seite sind die Baudenkmäler in der unterfränkischen Gemeinde Riedenheim zusammengestellt. Diese Tabelle ist eine Teilliste der Liste der Baudenkmäler in Bayern. Grundlage ist die Bayerische Denkmalliste, die auf Basis des Bayerischen Denkmalschutzgesetzes vom 1. Oktober 1973 erstmals erstellt wurde und seither durch das Bayerische Landesamt für Denkmalpflege geführt wird. Die folgenden Angaben ersetzen nicht die rechtsverbindliche Auskunft der Denkmalschutzbehörde.
 Diese Liste gibt den Fortschreibungsstand vom 15. April 2020 wieder und enthält 64 Baudenkmäler.

## Baudenkmäler nach Gemeindeteilen

### Riedenheim
| Lage | Objekt                                     | Beschreibung | Akten-Nr.     | Bild           |
| --- | ------------------------------------------ | --- | ------------- | -------------- |
| Auber Weg (Standort)                                                                                                  | Wegkreuz                                   | Kruzifix auf verkürztem Postament, Sandstein, 2. Hälfte 19. Jahrhundert | D-6-79-179-21 | BW             |
| im Feld nördlich der Straße nach Gelchsheim ()                                                                        | Bildstock                                  | frühes 18. Jahrhundert; nicht nachqualifiziert, im Bayerischen Denkmal-Atlas nicht kartiert | D-6-79-179-25 |                |
| Burghöhe (Standort)                                                                                                   | Kreuzschlepper                             | Figur des kreuztragenden Heilands auf breitem Sockel mit Inschriftenfeld, Sandstein, bezeichnet 1905 | D-6-79-179-27 | BW             |
| Nähe Frankenstraße; an der in einem Feldweg endenden Nebenstraße Richtung Sonderhofen, ca. 2 km außerhalb des Orts () | Wegkreuz                                   | Kruzifix, Sandstein, 1863, renoviert 1972; nicht nachqualifiziert, im Bayerischen Denkmal-Atlas nicht kartiert | D-6-79-179-14 |                |
| Hauptstraße 5 (Standort)                                                                                              | Bildstock                                  | Reliefaufsatz mit „Pietà“ und Kreuzbekrönung, auf Pfeiler mit Stiftungsinschrift über Postament, Sandstein, bezeichnet 1908                                                                                            | D-6-79-179-16 | weitere Bilder |
| Hauptstraße 18 (Standort)                                                                                             | Bildstock                                  | Reliefaufsatz mit „Hl. Dreifaltigkeit“, auf Pfeiler mit figürlichen Reliefs, auf erneuertem Kunststeinsockel, 1957, Sandstein, bezeichnet 1744                                                                         | D-6-79-179-1  | weitere Bilder |
| Hauptstraße 20 (Standort)                                                                                             | Bildstockaufsatz                           | rechteckiger Reliefaufsatz mit „Kreuzigung“, darunter Hl. Georg als Drachentöter, Sandstein, bezeichnet 1548 | D-6-79-179-2  | weitere Bilder |
| Hauptstraße 25 (Standort)                                                                                             | Wappenstein                                | mit Echter-Wappen und Stiftungsinschriften der abgegangenen Torhäuser, bezeichnet 1610 | D-6-79-179-59 | BW             |
| Hauptstraße (Standort)                                                                                                | Wappenstein                                | mit Echter-Wappen und Stiftungsinschriften des abgegangenen Gelchsheimer Tors, bezeichnet 1600 | D-6-79-179-59 | weitere Bilder |
| Hauptstraße 30 (Standort)                                                                                             | Sankt Nepomuk-Statue                       | Figur des Hl. Johannes Nepomuk auf Postament mit Inschriftenkartusche, barock, 2. Hälfte 18. Jahrhundert, renoviert 1942                                                                                               | D-6-79-179-3  | weitere Bilder |
| Hauptstraße, Hauptstraße 8 (Standort)                                                                                 | Bildstock                                  | Reliefaufsatz mit Kreuzigungsszene, auf Säule über Tischsockel, Sandstein, 18. Jahrhundert | D-6-79-179-15 | weitere Bilder |
| Kirchstraße 7 (Standort)                                                                                              | Hausfigur                                  | Hl. Joseph, Holz, um 1900 | D-6-79-179-55 | BW             |
| Kirchstraße 8 (Standort)                                                                                              | Pfarrhaus                                  | zweigeschossiger, verputzter Massivbau über hohem Sockel, mit Satteldach und profilierten Hausteinrahmungen, im Kern 17. Jahrhundert                                                                                   | D-6-79-179-4  | weitere Bilder |
| Kirchstraße 10 (Standort)                                                                                             | Katholische Pfarrkirche Sankt Laurentius   | Saalbau mit eingezogenem Chor, Chorturm mit Spitzhelm sowie Satteldach, neuromanisch, 1839, mit Ausstattung | D-6-79-179-5  | weitere Bilder |
| Loch; an der Straße nach Röttingen, ca. 800 m vor dem Ort, auf einem Höhenrücken ()                                   | Bildstock                                  | Relief Marienkrönung/Dreifaltigkeit, am Schaft Heilige, 1868; nicht nachqualifiziert, im Bayerischen Denkmal-Atlas nicht kartiert                                                                                      | D-6-79-179-18 |                |
| Nähe Oberhäuser Straße, Nähe Seeweg (Standort)                                                                        | Bildstock                                  | Nischenaufsatz mit kleinem Kruzifix auf mit Rauten ornamentiertem Pfeiler, über Sockel, Sandstein, nach 1900 | D-6-79-179-17 | weitere Bilder |
| Nähe Schönbeetstraße (Standort)                                                                                       | Madonna                                    | in modernem Bildshäuschen aufgestellt, gefasste Gipsfigur, 1890 | D-6-79-179-58 | weitere Bilder |
| Nähe Schönbeetstraße (Standort)                                                                                       | Bildstock                                  | Reliefaufsatz mit „Christuskind und 14 Nothelfer“, auf Pfeiler über getrepptem Sockel, Sandstein, neugotisch, um 1850                                                                                                  | D-6-79-179-29 | BW             |
| Rathausplatz 1 (Standort)                                                                                             | Rathaus                                    | zweigeschossiger Satteldachbau mit Fachwerkobergeschoss und östlicher Freitreppe, 1575 | D-6-79-179-6  | weitere Bilder |
| Rathausplatz 1 (Standort)                                                                                             | Kruzifix                                   | aus dem ehemals Torhaus, derzeit im Rathaus eingelagert, Holz, wohl 16. Jahrhundert | D-6-79-179-60 | BW             |
| Rathausplatz 2 (Standort)                                                                                             | Hausfigur                                  | Maria Immaculata, Holz, 18. Jahrhundert | D-6-79-179-7  | BW             |
| Rosengarten, St 2422 (Standort)                                                                                       | Bildstock                                  | Reliefaufsatz mit Pietàdarstellung und Kreuzbekrönung, auf Pfeiler mit Relief des Erzengel Michaels, über Postament, Sandstein, frühes 18. Jahrhundert                                                                 | D-6-79-179-23 | BW             |
| Schönstheimer Straße 3, Schönstheimer Straße 5 (Standort)                                                             | Friedhof                                   | mit Grabmälern des frühen 20. Jahrhunderts, im nördlichen Kernbereich 18./ frühes 19. Jahrhundert und südlicher Erweiterungsphase, nach 1825                                                                           | D-6-79-179-12 | BW             |
| Schönstheimer Straße 3, Schönstheimer Straße 5 (Standort)                                                             | Kreuzweg                                   | 14 Stationen, figürliche Reliefs in Rotsandsteingehäusen, im Stile der Echterzeit, historistisch, spätes 19. Jahrhundert                                                                                               | D-6-79-179-12 | weitere Bilder |
| Schönstheimer Straße 3, Schönstheimer Straße 5 (Standort)                                                             | Pietà                                      | Vesperbild auf Kalk-Tuffstein Sockel mit Inschriftentafel, um 1890 | D-6-79-179-12 | weitere Bilder |
| Schönstheimer Straße 3, Schönstheimer Straße 5 (Standort)                                                             | Kriegerdenkmal                             | für die Gefallenen von 1914/18, Figur eines niederknienden Kriegers mit Fahne, auf hohem Postament, um 1925 | D-6-79-179-12 | weitere Bilder |
| Schönstheimer Straße 3, Schönstheimer Straße 5 (Standort)                                                             | Friedhofskreuz                             | Kruzifix auf Tischsockel, davor Gebetbank, Sandstein, neugotisch, Mitte 19. Jahrhundert | D-6-79-179-12 | weitere Bilder |
| Schönstheimer Straße 5 (Standort)                                                                                     | Katholische Friedhofskapelle Sankt Michael | ehemals Benefizium der Herren von Schönstheim, romanischer Saalbau mit eingezogenem Chor, Satteldach und Dachreiter, Bruchsteinmauerwerksbau, im Kern 13. Jahrhundert, 1618 aufgestockt und überformt, mit Ausstattung | D-6-79-179-10 | weitere Bilder |
| Nähe Sankt-Michael-Straße (Standort)                                                                                  | Kalvarienbergkapelle                       | halbrunder Kapellenbau mit Bekrönung, darin nahezu lebensgroße Sandsteinfiguren einer Ölberggruppe, neugotisch, um 1860                                                                                                | D-6-79-179-11 | weitere Bilder |
| Seeweg 4 (Standort)                                                                                                   | Bildstock                                  | Reliefaufsatz mit baldachinartiger Bekrönung und „Hl. Familie mit Dreifaltigkeit“, auf Pfeiler, Sandstein, frühes 19. Jahrhundert                                                                                      | D-6-79-179-13 | BW             |
| Sonderhöfer Straße (Standort)                                                                                         | Bildstock                                  | Reliefaufsatz mit „Madonna“ und Bekrönung, auf Pfeiler mit Heiligenreliefs über gebauchtem Postament, Sandstein, bezeichnet 1823                                                                                       | D-6-79-179-26 | BW             |
| St 2268 (Standort) | Bildstock                                  | Reliefaufsatz mit kielbogigem Abschluss und Pietàrelief, auf Pfeiler mit Heiligenreliefs, über angeböschtem Sockel, neugotisch, Sandstein, um 1840/50                                                                  | D-6-79-179-19 | BW             |
| St 2268 (Standort) | Bildstock                                  | Reliefaufsatz mit „Maria Immaculata“ und baldachinartiger Bekrönung, auf Pfeiler mit Heiligenreliefs, über Postament, Sandstein, bezeichnet 1807                                                                       | D-6-79-179-22 | BW             |
| Stalldorfer Straße 1 (Standort)                                                                                       | Wegkreuz                                   | Kruzifix auf gebauchtem Postament, letzteres bezeichnet 1817, Kruzifix um 1927 erneuert | D-6-79-179-28 | weitere Bilder |
| Sankt-Laurentius-Straße 4 (Standort)                                                                                  | Ehemals Schule                             | zweigeschossiger Fachwerkbau mit Bruchsteinsockel und Satteldach, frühes 19. Jahrhundert | D-6-79-179-8  | weitere Bilder |
| Sankt-Laurentius-Straße 7 (Standort)                                                                                  | Hausfigur                                  | Lourdesmadonna, Holz, gefasst, um 1900 | D-6-79-179-56 | weitere Bilder |
| Sankt-Laurentius-Straße 7 (Standort)                                                                                  | Bildstock                                  | Reliefaufsatz mit Darstellung der „Flucht nach Ägypten“, auf erneuertem Pfeiler über Postament, Sandstein, um 1880 | D-6-79-179-56 | weitere Bilder |
| Sankt-Michael-Straße 4 (Standort)                                                                                     | Bildstock                                  | Reliefaufsatz mit „Marienkrönung und Dreifaltigkeit“ mit baldachinartiger Bekrönung, auf Pfeiler mit Heiligenreliefs, über Tischsockel, Sandstein, frühes 19. Jahrhundert                                              | D-6-79-179-9  | weitere Bilder |
| Sankt-Michael-Straße 25 (Standort)                                                                                    | Bildstockaufsatz                           | Reliefaufsatz mit „Christkind und 14 Nothelfern“ mit baldachinartiger Bekrönung, Sandstein, bezeichnet 1756, erneuert 1987                                                                                             | D-6-79-179-57 | weitere Bilder |
| Sankt-Michael-Straße 27 ()                                                                                            | Bildstock                                  | Maria Immaculata, Lindenholz, 1760; nicht nachqualifiziert, im Bayerischen Denkmal-Atlas nicht kartiert | D-6-79-179-54 |                |
| Stück (Standort) | Bildstock                                  | giebelbedachter Reliefaufsatz mit „Pietà“ und „Kreuzigung“, auf Pfeiler über Postament, Kunststein, 1. Hälfte 20. Jahrhundert                                                                                          | D-6-79-179-20 | weitere Bilder |
| Würzburger Straße 2 (Standort)                                                                                        | Wegkreuz                                   | Kruzifix auf gemauertem Postament, Kunststein, bezeichnet 1956 | D-6-79-179-24 | weitere Bilder |

### Lenzenbrunn
| Lage                     | Objekt       | Beschreibung                                                                                      | Akten-Nr.     | Bild           |
| ------------------------ | ------------ | ------------------------------------------------------------------------------------------------- | ------------- | -------------- |
| Eckenried (Standort)     | Sühnekreuz   | grob gehauenes Sandsteinkreuz, spätmittelalterlich                                                | D-6-79-179-61 | BW             |
| Flürl (Standort)         | Bildstock    | Reliefaufsatz mit Pietàdarstellung auf Pfeiler mit Heiligenreliefs über Postament, um 1920        | D-6-79-179-31 | BW             |
| Lenzenbrunn 4 (Standort) | Wohngebäude  | zweigeschossiger, verputzter Fachwerkbau mit Satteldach, um 1700                                  | D-6-79-179-32 | weitere Bilder |
| Lenzenbrunn 4 (Standort) | Hoftoranlage | 18./19. Jahrhundert                                                                               | D-6-79-179-32 | weitere Bilder |
| Wurmberg (Standort)      | Bildstock    | rundbogiger Nischenaufsatz, darin Pietàfigur, auf Pfeiler über Sockel, Sandstein, bezeichnet 1736 | D-6-79-179-34 | BW             |
| Wurmberg (Standort)      | Wegkreuz     | Kruzifix auf Postament, Sandstein, bezeichnet 1852 (?)                                            | D-6-79-179-33 | BW             |

### Oberhausen
| Lage                    | Objekt                                   | Beschreibung | Akten-Nr.     | Bild           |
| ----------------------- | ---------------------------------------- | --- | ------------- | -------------- |
| Oberhausen 1 (Standort) | Bildstock                                | Reliefaufsatz mit Pietàdarstellung und baldachinartiger Bekrönung, auf Pfeiler über gebauchtem Sockel, Sandstein, bezeichnet 1784                                     | D-6-79-179-42 | weitere Bilder |
| Oberhausen 1 (Standort) | Hausfigur                                | Kruzifix darunter Figur Schmerzensmutter, frühes 19. Jahrhundert | D-6-79-179-36 | weitere Bilder |
| Oberhausen 3 (Standort) | Hausfigur                                | Pietàskulptur auf Sockel mit Inschriftenkartusche, 18. Jahrhundert | D-6-79-179-37 | weitere Bilder |
| Oberhausen 5 (Standort) | Bildstockaufsatz                         | rundbogiger Reliefaufsatz mit Kreuzigungsdarstellung, darunter Stiftungsinschrift, Sandstein, bezeichnet 1681                                                         | D-6-79-179-38 | weitere Bilder |
| Oberhausen 7 (Standort) | Wegkreuz                                 | Kruzifix auf Tischsockel mit Inschrift, Sandstein, Corpus Gusseisen, bezeichnet 1854                                                                                  | D-6-79-179-39 | weitere Bilder |
| Oberhausen 7 (Standort) | Bildstock                                | Reliefaufsatz mit Madonna im Strahlenkranz, Kreuzbekrönung und Giebelbedachung, auf kurzem Pfeiler über Postament, Sandstein, 2. Hälfte 19. Jahrhundert               | D-6-79-179-40 | weitere Bilder |
| Oberhausen 7 ()         | Hausrelief mit Hl. Familie               | 2. Hälfte 18. Jahrhundert; nicht nachqualifiziert, im Bayerischen Denkmal-Atlas nicht kartiert                                                                        | D-6-79-179-62 |                |
| Oberhausen 8 (Standort) | Katholische Kapelle Zur Heiligen Familie | Saalbau mit eingezogenem Chor, Halbwalmdach sowie Dachreiter mit Spitzhelm, Hausteinmauerwerksbau, neuromanisch, 1903/04, mit Ausstattung                             | D-6-79-179-35 | weitere Bilder |
| Zehn Morgen (Standort)  | Bildstock                                | giebelbedachter Reliefaufsatz mit Kreuzbekrönung und Darstellung der Vierzehn Nothelfern, Rückseite mit Pietà, auf Pfeiler über Postament, Sandstein, bezeichnet 1854 | D-6-79-179-41 | weitere Bilder |

### Stalldorf
| Lage | Objekt                                   | Beschreibung | Akten-Nr.     | Bild           |
| --- | ---------------------------------------- | --- | ------------- | -------------- |
| Am Dorfplatz (Standort)                                                                                      | Sankt Nepomuk-Statue                     | Sandsteinsockel mit Inschriftenkartusche, 18. Jahrhundert | D-6-79-179-45 | weitere Bilder |
| Am Wechsel (Standort)                                                                                        | Kruzifix                                 | Straße nach Würzburg | D-6-79-179-49 | BW             |
| Am Wechsel (Standort)                                                                                        | Kreuzschlepper                           | Figur des kreuztragenden Christus auf Knien, auf hohem Postament mit Inschriftenkartusche, barock, Sandstein, bezeichnet 1779 | D-6-79-179-51 | weitere Bilder |
| Andreasacker (Standort)                                                                                      | Heiligenfigur                            | Skulptur des Hl. Andreas auf Postament mit Inschriftenkartusche, Sandstein, 18. Jahrhundert | D-6-79-179-48 | BW             |
| Forsthausstraße, Unterm Dorf (Standort)                                                                      | Bildstock                                | baldachinbekrönter Reliefaufsatz mit Hl. Familie, auf Pfeiler mit Heiligenreliefs über gebauchtem Sockel, Sandstein, spätes 18. Jahrhundert | D-6-79-179-46 | weitere Bilder |
| Hinterm Schulgarten (Standort)                                                                               | Bildstock                                | giebelbedachter Nischenaufsatz mit Kreuzbekrönung, darin Pietàrelief, auf Pfeiler, Sandstein, bezeichnet 1606 | D-6-79-179-52 | BW             |
| Julius-Echter-Straße 4 (Standort)                                                                            | Bildstock                                | Reliefaufsatz mit Dreifaltigkeitsdarstellung auf Pfeiler mit Heiligenreliefs, über Tischsockel, Sandstein, bezeichnet 1744 | D-6-79-179-44 | weitere Bilder |
| Julius-Echter-Straße 10 (Standort)                                                                           | Katholische Pfarrkirche Sankt Laurentius | Saalbau mit eingezogenem Chor und Chorturm mit Spitzhelm, im Juliusstil, 1617, verändert im 18. Jahrhundert, mit Ausstattung | D-6-79-179-43 | weitere Bilder |
| Julius-Echter-Straße 10 (Standort)                                                                           | Friedhof                                 | mit Grabmälern der 1920er und 1930er Jahre | D-6-79-179-43 | weitere Bilder |
| Julius-Echter-Straße 10 (Standort)                                                                           | Friedhofskreuz                           | Kruzifix auf Sockel mit geschwungener Deckplatte, Kunststein, bezeichnet 1914 | D-6-79-179-43 | weitere Bilder |
| Julius-Echter-Straße 10 (Standort)                                                                           | Lourdesgrotte                            | 19./ frühes 20. Jahrhundert | D-6-79-179-43 | BW             |
| Kr WÜ 40 (Standort)                                                                                          | Bildstock                                | Reliefaufsatz mit Pietà und Kreuzbekrönung, auf Pfeiler über Tischsockel mit Inschrift, Kunststein, bezeichnet 1923 | D-6-79-179-50 | weitere Bilder |
| Kr WÜ 63 (Standort)                                                                                          | Bildstock                                | giebelbedachter Nischenaufsatz mit Kreuzbekrönung, darin modernes Pietàrelief, auf abgefastem Pfeiler, Sandstein, bezeichnet 1606 | D-6-79-179-47 | weitere Bilder |
| Kr WÜ 63, Schleifweg (Standort)                                                                              | Bildstock                                | Reliefaufsatz mit „Hl. Familie und Dreifaltigkeit“, mit Kreuzbekrönung, auf Pfeiler über Postament mit Inschrift, Sandstein, 1860 | D-6-79-179-30 | weitere Bilder |
| Kreisstraße WÜ 63 (Standort)                                                                                 | Bildstock                                | baldachinbekrönter Reliefaufsatz mit Marienkrönung, auf Pfeiler mit Heiligenreliefs über getrepptem Sockel, Sandstein, 1. Viertel 19. Jahrhundert | D-6-79-179-53 | weitere Bilder |
| Stöckach; westlich des Ortes an der Simmringer Waldsspitze ()                                                | Sühnekreuz                               | grob gehauenes Kreuz, spätmittelalterlich; nicht nachqualifiziert, im Bayerischen Denkmal-Atlas nicht kartiert | D-6-79-179-63 |                |
| Vier Bilder, am Waldweg zwischen Oberhausen und Stalldorf, bzw. Riedenheim, derzeit im Rathaus Riedenheim () | Bildtafeln                               | vier gemalte Blechtafeln von sogenannten Bilderbäumen, mit Kreuzschlepper, Hl. Antonius von Padua, hölzernes Pietà-Relief, gußeiserne Tafel mit Vierzehnheiligen-Relief, sämtlich 19. Jahrhundert; nicht nachqualifiziert, im Bayerischen Denkmal-Atlas nicht kartiert | D-6-79-179-64 |                |